# Chambois (Orne)
Chambois is een plaats en voormalige gemeente in het Franse departement Orne in de regio Normandië en telt 475 inwoners (1999). De plaats maakt deel uit van het arrondissement Argentan.

## Geschiedenis
Chambois is op 1 januari 2017 gefuseerd met de gemeenten Aubry-en-Exmes, Avernes-sous-Exmes, Le Bourg-Saint-Léonard, La Cochère, Courménil, Exmes, Fel, Omméel, Saint-Pierre-la-Rivière, Silly-en-Gouffern, Survie, Urou-et-Crennes en Villebadin tot de gemeente Gouffern en Auge. 

## Geografie
De oppervlakte van Chambois bedraagt 8,3 km², de bevolkingsdichtheid is 57,2 inwoners per km².
De onderstaande kaart toont de ligging van Chambois (Orne) met de belangrijkste infrastructuur en aangrenzende gemeenten.

## Demografie
Onderstaande figuur toont het verloop van het inwonertal (bron: INSEE-tellingen).

## Overig
Call of Duty 3 speelt zich af in de stad Chambois. Het is de taak van de geallieerden om Chambois in te nemen van de Duitsers en het daarna niet meer uit handen geven ervan.
Aubry-en-Exmes · Avernes-sous-Exmes · Le Bourg-Saint-Léonard · Chambois · La Cochère  · Courménil · Exmes · Fel · Omméel · Saint-Pierre-la-Rivière · Silly-en-Gouffern · Survie · Urou-et-Crennes · Villebadin